# Militärtält

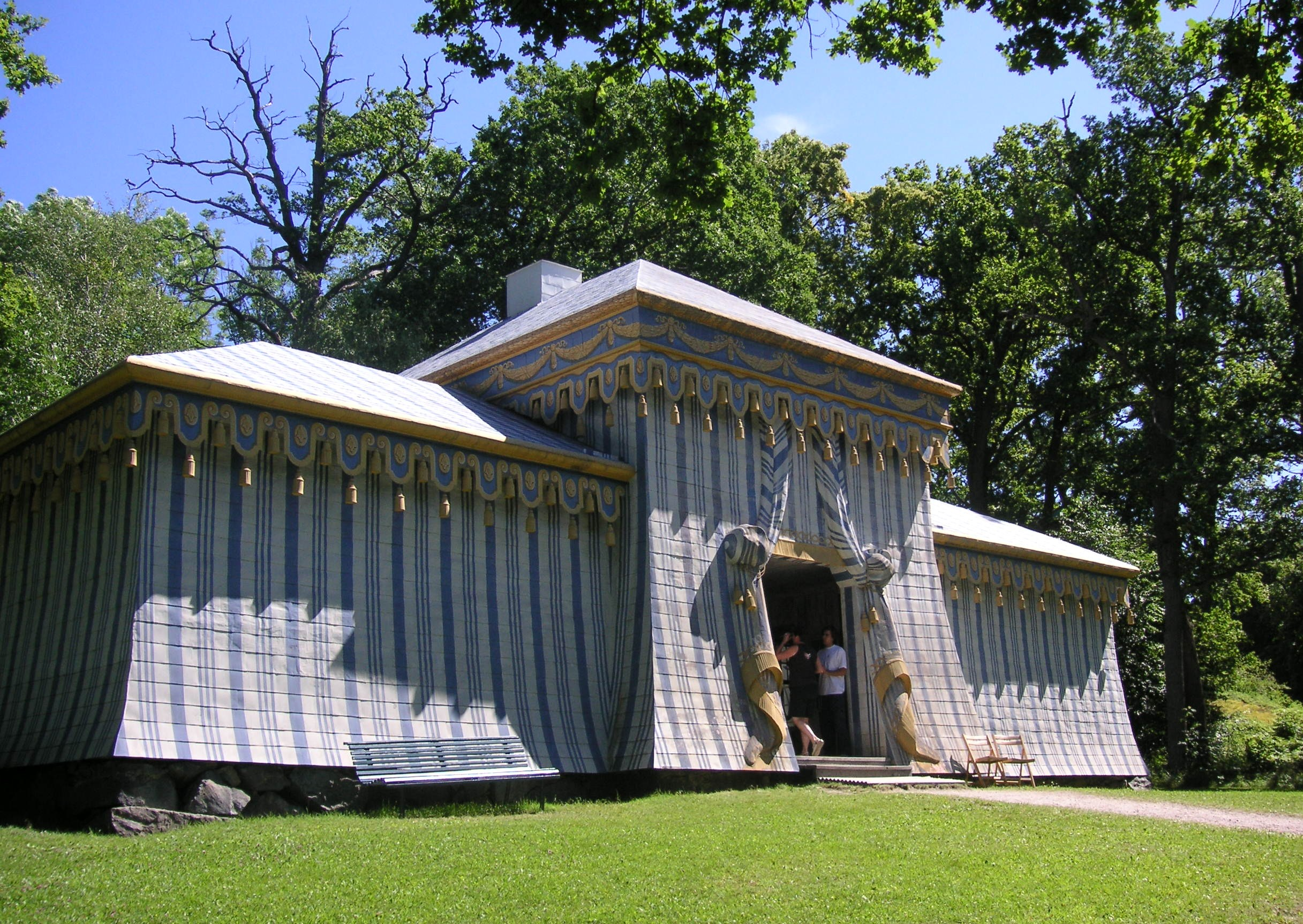
Vakttältet på Drottningholms slott är utformat som ett turkisk eller romersk soldattält

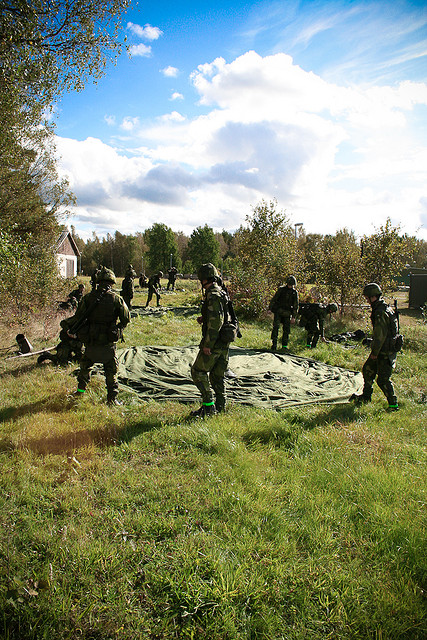
Soldater sätter upp ett svenskt militärtält

Militärtält är ett tält avsett för militärt bruk. I dagligt tal brukar man med ordet militärtält mena de grågröna eller kamouflagemönstrade cirkelrunda förläggningstält för 8–20 personer som används inom det svenska försvaret. Sådana tält brukar vara 6–8 meter i diameter, beroende på antal personer tältet är avsett för. Dessa tält är försedda med vedkamin vars skorsten även har funktionen att hålla upp taket. Skorstenen ansluts till tältduken via en tälttallrik. Tältdukens ytterkrans spänns fast vid marken med hjälp av tältspik av metall, och insidan av ytterväggen stagas upp med hjälp av ungefär meterhöga tältpinnar av trä. Man sover i en cirkel med fötterna vända inåt kaminen. 
I tälttallriken sätter man upp ett torkställ runt skorstenen för att torka eventuella blöta persedlar och hänga fotogenlampa eller annan belysning i. Enligt försvarsmaktens bestämmelser ska det finnas en eldpost som är säkerhetsansvarig i tältet och som skall se till att temperaturen är den rätta. Det ska även finnas en spann med vatten samt en kort och en lång ruska tillgängliga för brandbekämpning från insidan respektive utsidan av tältet. Utöver detta ska även en kniv finnas lättillgängligt upphängd i syfte att snabbt kunna skapa en nödutgång genom sönderskärning av tältduken.  
Militärtälten är populära inom scoutkårer och andra friluftsverksamheter.